# Sosna nadmorska
Sosna nadmorska (Pinus pinaster Aiton) – gatunek drzewa z rodziny sosnowatych (Pinaceae). Naturalnie sosna nadmorska występuje w basenie Morza Śródziemnego. Zasięg rozciąga się od atlantyckich wybrzeży Portugalii i Hiszpanii, przez południową Francję, zachodnie Włochy, aż na południe do północnego Maroka, z niewielkimi populacjami w Algierii. Występowanie na wyspach ograniczone jest do Korsyki i północnych krańców Sardynii. Niewielka populacja rośnie także na włoskiej wyspie Pantelleria.
Gatunek został szeroko rozprzestrzeniony i stał się inwazyjny na wielu obszarach, uznany został za jeden ze 100 najbardziej inwazyjnych gatunków na świecie. Jako sosna naturalizowana rośnie m.in. na południu Anglii, w południowej Afryce i Australii.

## Morfologia

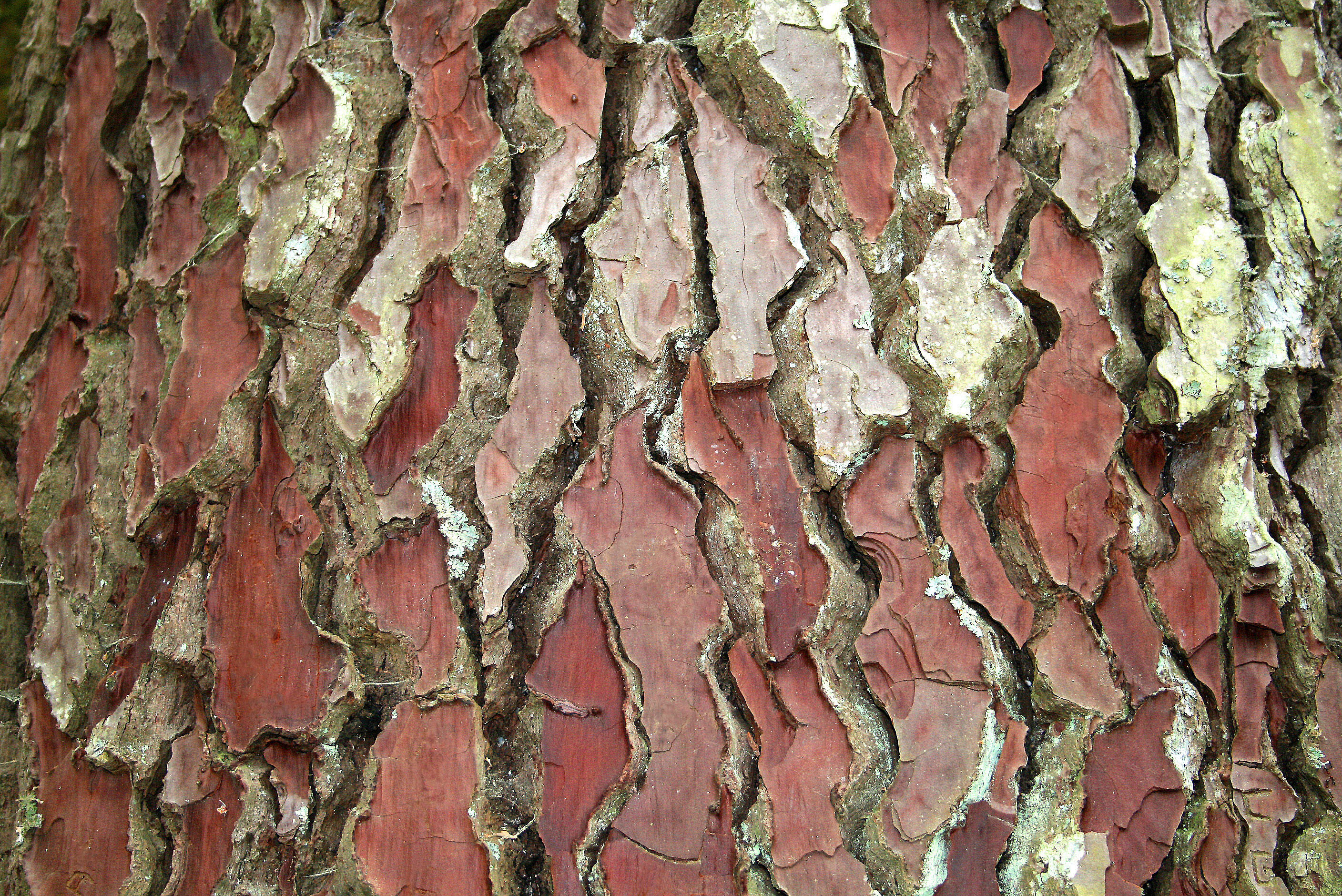
Kora

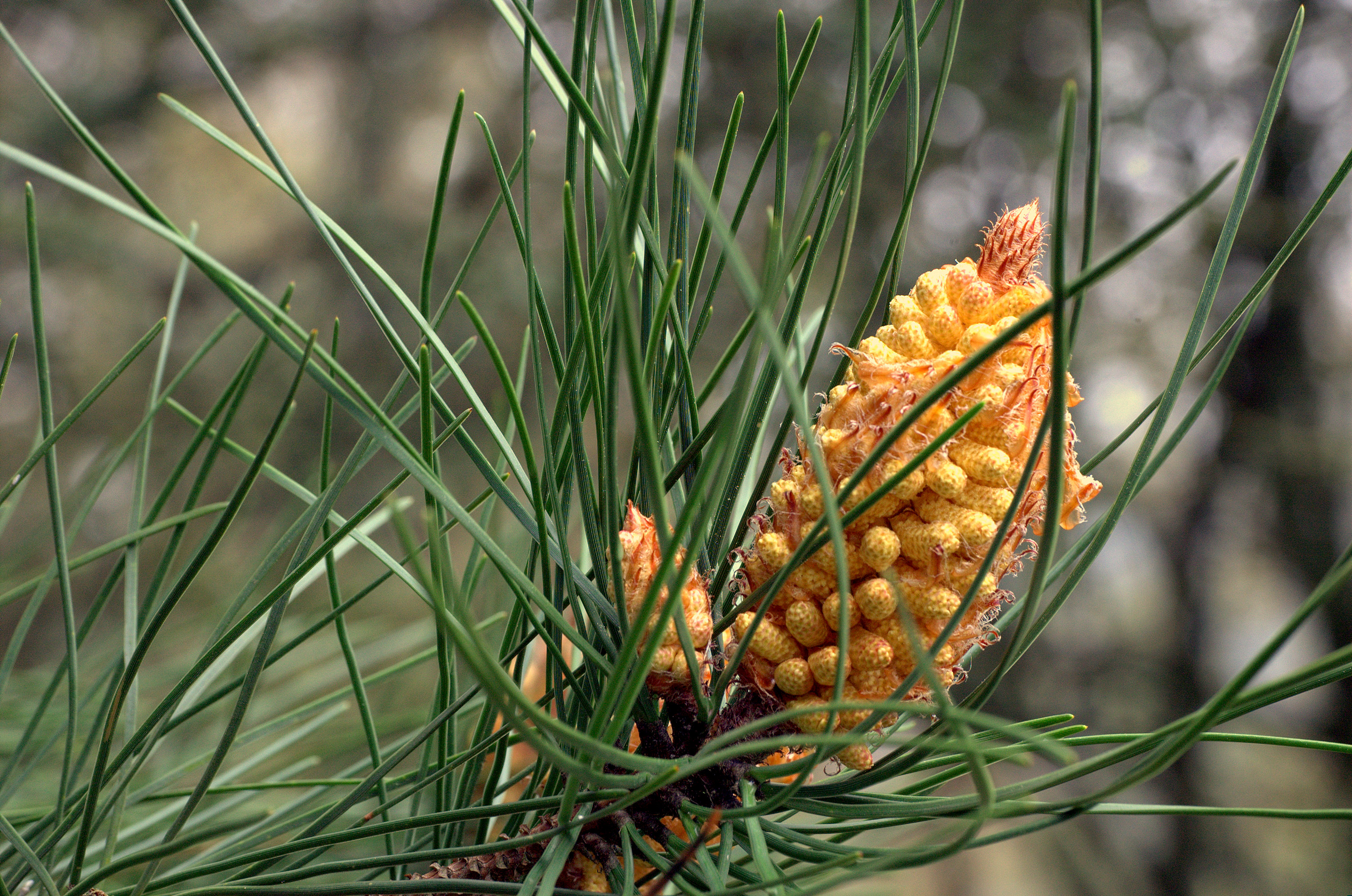
Szyszki męskie

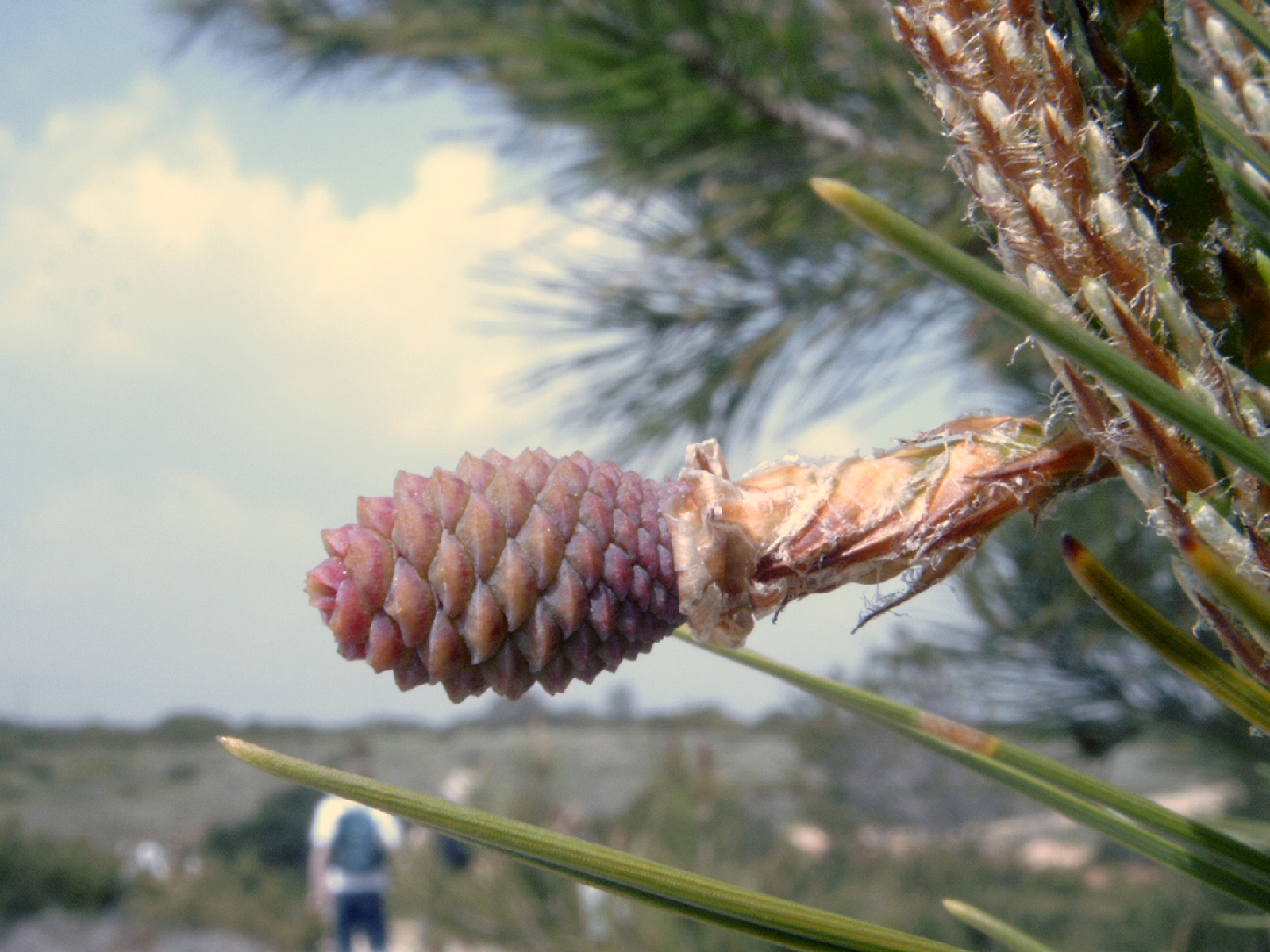
Szyszka żeńska

PokrójDrzewo iglaste, średnich rozmiarów. U starszych drzew korona szeroka i spłaszczona.
PieńOsiąga wysokość 25–35 m. Średnica pnia przeważnie 1,2 m, wyjątkowo 1,8 m. Kora szarobrązowa, gruba i silnie spękana u podstawy, cieńsza w górnych partiach korony.
LiściePączki duże, nie pokryte żywicą. Igły zebrane w pęczki po 2, sztywne, spiczaste, długości 12–23 cm, grubości 2 mm, o odcieniu od żółtego po ciemnozielony.
SzyszkiSzyszki męskie podłużne, zebrane w grona. Szyszki żeńskie stożkowate, długości 10–18(20) cm, o podstawie szerokości 4–6 cm. Zebrane po 1–5 w okółkach, na krótkich szypułkach. Początkowo zielone, dojrzewając brązowieją. Po otwarciu osiągają szerokość 8–12 cm. Łuski z jednostronnie wypukłymi tarczkami z piramidką z kolcem. Nasiona długości 8–10 mm ze skrzydełkiem długości 20–25 mm.
Gatunki podobneBlisko spokrewniona z sosną kalabryjską, kanaryjską i alepską, z którymi dzieli wiele cech.

## Biologia i ekologia
Drzewo jednopienne. Igły pozostają na drzewie do 4 lat. Szyszki nasienne dojrzewają po 24 miesiącach od zapylenia. Otwierają się powoli przez następne kilka lat lub gwałtownie po ogrzaniu podczas pożaru lasu i uwalniają nasiona. Nasiona są rozsiewane przez wiatr. Nasiona przed ogniem chronione są przez grube łuski.
Sosna nadmorska jest wrażliwa na niskie temperatury. Porasta piaszczyste wydmy nadbrzeżne w ciepłym klimacie Morza Śródziemnego, gdzie razem z pinią tworzy nadmorskie bory sosnowe. Występuje przeważnie na umiarkowanych wysokościach, od poziomu morza do 600 m n.p.m., na południu zasięgu w Maroku nawet do 2000 m. Zimy w środkowej Europie są dla niej za ostre.

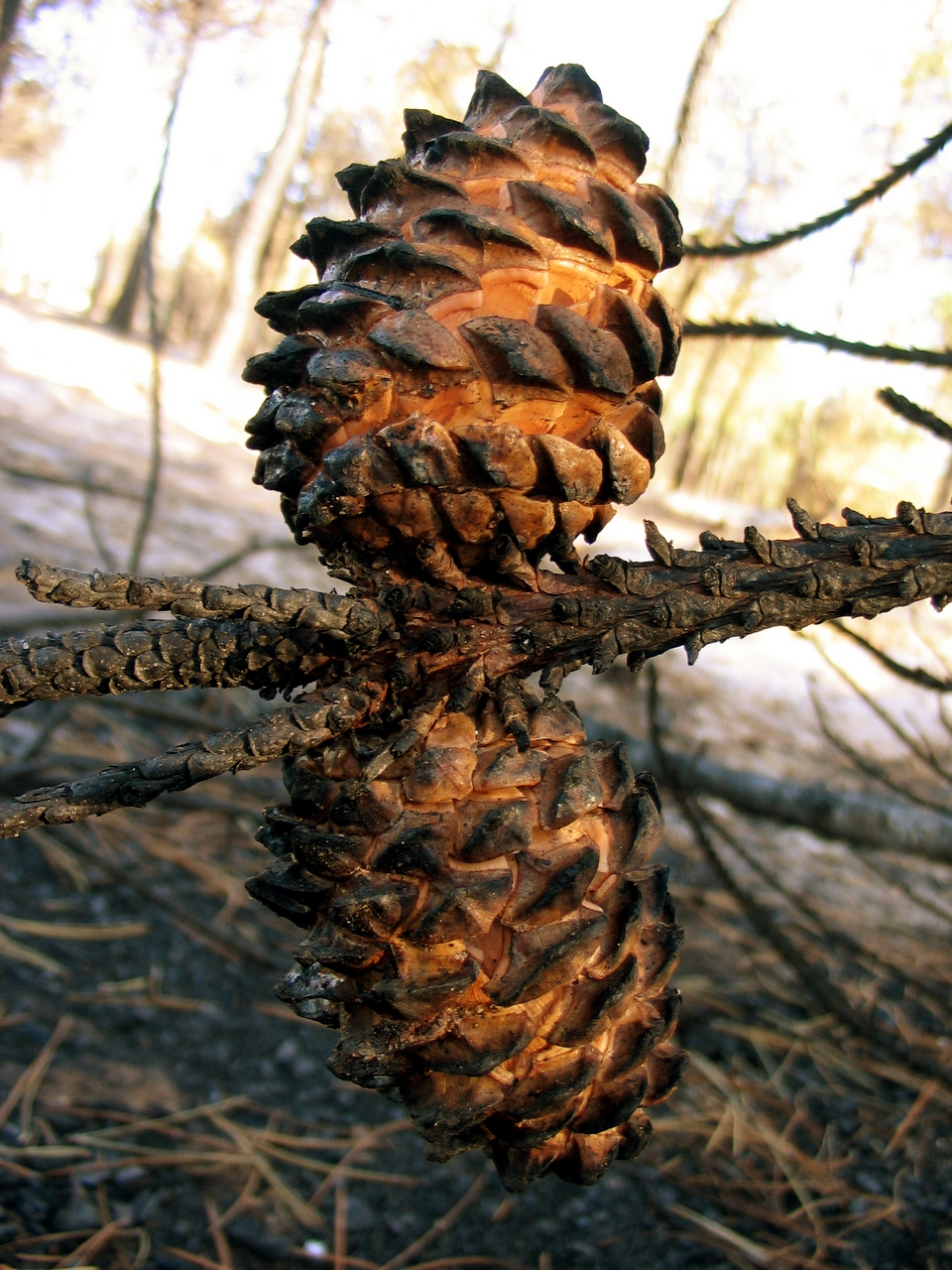
Szyszki po pożarze lasu

## Systematyka i zmienność
Synonimy: P. maritima Lam. (non Miller), P. glomerata Salisbury, P. laricio Savi, P. escarena Risso, P. hamiltonii Tenore, P. mesogeensis Fieschi & Gaussen.
Pozycja gatunku w obrębie rodzaju Pinus:
- podrodzaj Pinus
  - sekcja Pinus
    - podsekcja Pinaster
      - gatunek P. pinaster

Gatunek ten bywa dzielony na dwa lub trzy podgatunki. Różnice między nimi są niewielkie, w obrębie anatomii liści, i słabo zbadane.
Nazwy podgatunków:
- Pinus pinaster subsp. atlantica Villar.
- Pinus pinaster subsp. escarena (Risso) K. Richter.
- Pinus pinaster subsp. renoui (Villar) Maire

## Zagrożenia
Roślina umieszczona w Czerwonej księdze gatunków zagrożonych w grupie gatunków niższego ryzyka (kategoria zagrożenia; LC).

## Zastosowanie
W farmacji wyciąg z kory sosny nadmorskiej jest składnikiem m.in. kremów ochronnych, jako źródło czynnych flawonoidów. Samą korę stosowano też m.in. przeciwko szkorbutowi i do tamowania krwawień. Sosna ta dostarcza też żywicy nazywanej terpentyną francuską.
Ma istotne znaczenie w leśnictwie i jako źródło drewna we Francji, Hiszpanii i Portugalii. W rejonie atlantyckim stanowi istotne źródło miazgi drzewnej i budulca, służy także do wyrobu papieru. Ceniona i sadzona w ramach programów zalesiania, dzięki tolerowaniu suszy i ubogich gleb.
Chętnie sadzona jako drzewo ozdobne w parkach i ogrodach na obszarach o łagodnym, ciepłym klimacie.